# Banda militar
Banda de música é um grupo musical composto basicamente por instrumentos de sopro e instrumentos de percussão, tambor, caixa. Banda Militar onde também podem ser incorporados instrumentos de cordas, como violoncelos, contrabaixos e harpa.
Como nas orquestras, possui um regente à sua frente.
Tem como repertório principal Marchas, Dobrados, Xotes, Polcas, Valsas, mas também outros tipos de música populares e eruditos.

## História
A primitiva Banda Militar é a fanfarra de cavalaria, limitada aos instrumentos de metal dos grupos musicais da época medieval. Disto testemunho as inscrições dos monumentos da antiga Roma. Estas fanfarras participavam de cortejos festivos, principalmente militares. São desta época os seguintes instrumentos de sopro e percussão: trompa, trombeta, clarim, chamarela, flauta, trombone de vara, tuba (trombeta romana), pratos, tímpanos e tambores. Dos sons produzidos pelas cornetas, os chefes das bandas faziam-nas tocar melodias militares, reforçando o ritmo de marcha. As Banda Militares começaram a serem organizadas na Alemanha, França e Inglaterra, por ocasião do Renascimento. O século XVIII assinala um grande desenvolvimento nas Bandas Militares, na Rússia e Polônia, respectivamente, por Pedro O Grande, e Augusto II. É preciso lembrar que até início dos anos oitenta "banda", na área da música, segundo o Dicionário de Música (Zahar Editores – 1985), tradução da primeira edição inglesa de 1982, era: "Conjunto de instrumentos de sopro e percussão associado originalmente à música militar". No Brasil, assim como nos EUA, entretanto, impõe-se a distinção entre as bandas civis e militares.
A diferença, no caso, é basicamente institucional. As bandas militares, de formação variada atendem às necessidades da caserna. Já as bandas civis se transformaram em instituição de importância ímpar na vida musical, social e cultural do interior brasileiro. Têm, em geral, registro em cartório, sede própria, diretoria, estatutos, escolinha de instrumentistas, arquivo de grande valor musicológico, perpetuando gêneros abandonados pela música comercial.
Resumidamente era essa também a definição fornecida pelos principais dicionários linguísticos. Entretanto, do início dos anos oitenta para cá, banda passou a ser qualquer conjunto musical, e a banda de antes deixou de ser considerada em alguns dicionários. Conquanto seja a escola de música mais presente no interior do Brasil, a banda não conta a proteção que merece do poder público, e teve que, a partir de então, usar a extensão "de música" para se diferenciar dos demais grupos e conjuntos musicais.
Entre instrumentistas e demais pessoas envolvidas com bandas de música corre a suspeita de que a apropriação do termo é parte de campanha, meio subliminar, para retirar do imaginário popular a figura da banda tradicional; coordenada, não pelos grupos musicais, novos usuários do termo, mas por outros interessados por trás do marketing em torno da cultura popular, nem sempre de raízes nacionais.
Como diz o próprio Dicionário de Música, já referido, a importância  da banda, como instituição, transcende o aspecto músico-cultural, para se revestir do aspecto social. Por meio da banda de música muitos talentos se revelam, melhores cidadãos se formam e, não raro, dentre seus instrumentistas surgem lideranças importantes para a comunidade. Jovens em situação de risco social podem encontrar nela caminho seguro, onde superar suas angústias e realizar auto-afirmação.

## Formação
Sua formação básica consiste em:

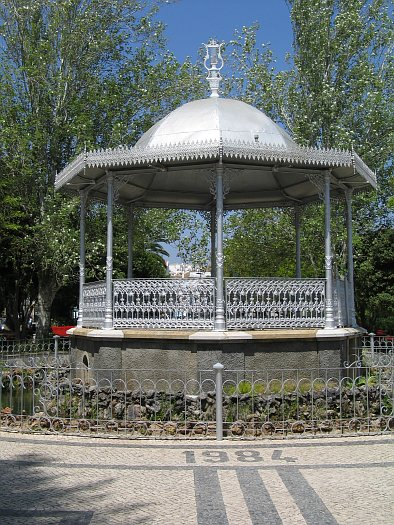
O coreto.

Flautim, flauta, clarinete, saxofone (os saxofones alto e tenor são os mais comuns. No entanto, para maior equilíbrio sonoro, é ideal a presença de saxofone soprano e barítono), trompete, trombone, tuba, bombardino, sousafone e percussão. Podem ser acrescidos outros instrumentos, comumente encontrados em orquestras, como o oboé, fagote, trompa, violoncelo contrabaixo acústico e harpa. Atualmente, inclusive nas bandas militares, popularizou-se o uso de instrumentos elétricos e eletrônicos, como guitarra, contrabaixo elétrico e teclado. Tais instrumentos são usados, principalmente, em concertos mais elaborados.
A percussão de uma banda pode ser composta desde a formação básica com caixa, pratos, bumbo, surdo, triângulo até algo mais grandioso, como tímpanos, xilofone e marimba.
Para uma boa sonoridade de equalização, uma Banda de música convém destacar seguindo uma certa regra, para que não haja instrumentos de mais ou de menos quanto ao equilíbrio sonoro:
1 (um) Flautim - 3 (três) Flautas ou 2(duas) Flautas - 15 (quinze) Clarinetes ou 12 (doze) Clarinetes - 4(quatro) Sax altos ou 2 (dois) Sax altos - 6 (seis) Sax tenores ou 4 (quatro) Sax tenores - 6(seis) Sax sopranos ou 4 (quatro) Sax sopranos - 1 (um) Sax barítono - 4(quatro) Trompetes - 4 (quatro) Trombones - 3 (três) Trompas - 3 (três) Bombardinos - 2 (duas) Tubas - 3(três) Sousafones e percussão. e ou os instrumentos de orquestras como Oboés, Fagotes e Contrabaixo em concertos.
Os instrumentos de Percussão:
3 (três) Caixas - 1 (um) par de Pratos de choque de 16" - 2 (dois) Bumbos - 3 Três Surdos  e quando em concertos é utilizado uma bateria de instrumentos ao alcance de um só músico instrumentista e os instrumentos de efeitos - Triângulo, Xilofone, Tímpanos e outros.
Esta regra pode ser alterada seguindo um número proporcional relacionados aos instrumentos de palheta (Clarinetes e Saxofones) com os instrumentos de metais (trompetes e trombones) para um trompete cinco ou quatro clarinetes. E para um trombone um sax alto mais dois sax tenores mais dois sax sopranos e assim sucessivamente.

Seguindo esses padrões se tem uma boa qualidade sonora.
Fonte baseadas nas Bandas de Músicas civis e militares que seguem estas regras e que é um padrão.

## Atividade
Participam da vida da comunidade, tocando em festas, enterros, solenidades; e desempenham, no interior, a função ocupada pelos conservatórios nas grandes cidades. Apresentam-se  geralmente em praças (banda de retreta), coretos, praças, escolas, teatros, igrejas.

## Evolução

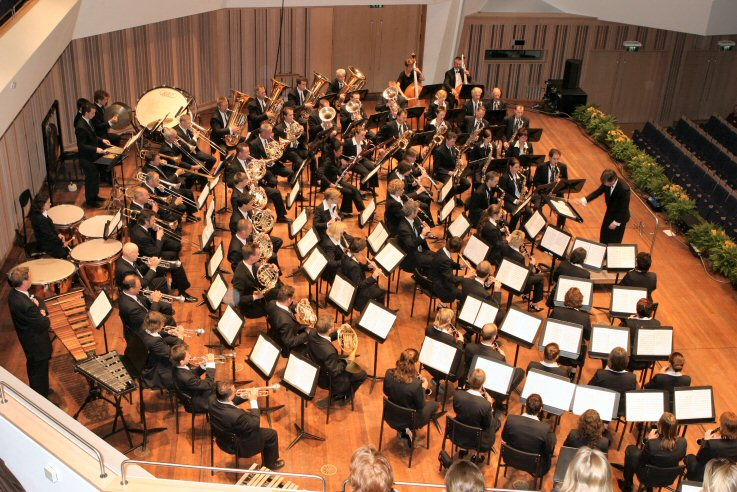
A Banda Sinfônica.

As bandas militares ou civis, quando chegam ao seu máximo desenvolvimento, denominam-se  às vezes banda sinfônica, caso em que incorporam oboés, fagotes, clarones, corninglês, vários gêneros de clarineta, adicionando ainda cordas como violoncelos, contrabaixos, outros metais como a trompa e vasta percussão: tímpanos, gongo ou tan tan, carrilhão, vibrafone, xilofone, bloco sonoro, buzinas, reco-reco, etc.